# Delia hirticrura
Delia hirticrura este o specie de muște din genul Delia, familia Anthomyiidae. A fost descrisă pentru prima dată de Camillo Rondani în anul 1871. Conform Catalogue of Life specia Delia hirticrura nu are subspecii cunoscute.